# William Oefelein
William Anthony „Bill“ Oefelein (* 29. März 1965 in Fort Belvoir, Virginia, USA) ist ein ehemaliger US-amerikanischer Astronaut.

## Leben und Wirken
In der während des Ersten Weltkrieges von der US Army gegründeten kleinen Ortschaft Fort Belvoir in Virginia geboren, wuchs Oefelein in der größten Stadt Alaskas, in Anchorage auf. Oefelein schloss 1983 die West Anchorage High School ab und studierte danach Elektrotechnik. Er begann an der heimatlichen University of Alaska und wechselte dann, mit Unterstützung eines Stipendiums, an die Oregon State University in Corvallis. 1988 verlieh ihm das College of Engineering einen Bachelor und anschließend trat er in die US Navy ein.
Nach seiner Grundausbildung an der Aviation Officer Candidate School in Pensacola (Florida) wurde er in Texas zum Marinepiloten ausgebildet (einen zivilen Flugschein hatte er bereits als Jugendlicher in Alaska gemacht). Im Herbst 1990 begann er an der Marine Corps Air Station El Toro in Kalifornien einen Weiterbildungskurs auf der F/A-18 „Hornet“. Anschließend wurde er dem 146. Kampfgeschwader (Navy-Bezeichnung VFA-146) zugeteilt, das in Lemoore (Kalifornien) stationiert ist. Die „Blue Diamonds“, wie sich das Geschwader nennt, hatten kurz zuvor als erste Einheit der Marine die neuen Maschinen vom Typ F/A-18C erhalten.
Das VFA-146 lief im Februar 1993 mit dem Flugzeugträger Nimitz in Richtung Persischer Golf aus. Bis zum Juli unterstützte der Verband – das Carrier Air Wing 9 – die „Operation Southern Watch“ und überwachte die Flugverbotszone im Südirak. Zurück in den Vereinigten Staaten besuchte Oefelein die United States Navy Fighter Weapons School auf der Naval Air Station Miramar (Kalifornien) und wurde im taktischen Luftkampf auf kurze Entfernungen geschult.
Im Januar 1995 kam Oefelein nach Maryland und ließ sich auf der Naval Air Station Patuxent River zum Testpiloten weiterbilden. Nach dem einjährigen Seminar an der United States Naval Test Pilot School (USNTPS) war er beim Strike Aircraft Test Squadron, das ebenfalls auf dem Stützpunkt in Patuxent River beheimatet ist, als Testpilot für die F/A-18 tätig. Nach zwei Jahren kehrte er im Februar 1997 als Ausbilder an die USNTPS zurück. Zwölf Monate lang unterrichtete er die künftigen Testpiloten, bis er als Einsatzleiter zum Carrier Air Wing 8 auf die Naval Air Station Oceana in Virginia wechselte.
Kurz bevor Oefelein zur NASA kam, erhielt er 1998 vom Space Institute der University of Tennessee in Tullahoma einen Master in Luftfahrttechnik.

## Astronautentätigkeit
Oefelein wurde als einer von acht Pilotenanwärtern mit der 17. Astronautengruppe der NASA im Juni 1998 vorgestellt. Aus insgesamt 2.618 Bewerbern, die den formalen Auswahlkriterien entsprachen, waren 101 Finalisten hervorgegangen. Diese wurden im Herbst 1997 ins Johnson Space Center (JSC) nach Houston (Texas) zu Tests, Gesprächen und medizinischen Untersuchungen eingeladen.
Die zweijährige Grundausbildung war im Herbst 2000 beendet. Danach arbeitete „Billy-O“, wie Oefelein von seinen Kollegen im JSC gerufen wurde, als CapCom.
Im Februar 2002 wurde Oefelein als Pilot für seinen ersten Raumflug ausgewählt: STS-116, eine Mission zur Internationalen Raumstation, sollte ursprünglich im Jahr darauf durchgeführt werden. Verursacht durch die Columbia-Katastrophe vom 1. Februar 2003, wurden alle Flüge zunächst ausgesetzt und STS-116 fand deshalb erst im Dezember 2006 statt.
Oefelein schied zum 1. Juni 2007 aus der NASA aus und ging zurück zur Navy. Obwohl seitens der NASA keine Stellungnahme zu seinem Austritt abgegeben wurde, wird vermutet, dass er wegen seiner Beziehung zur Astronautenkollegin Lisa Nowak entlassen wurde und nicht von selbst ging. Er wurde an das Network Warfare Command in Virginia versetzt, den Nachrichtendienst der US-Navy.

## Privates
Mit seiner Ex-Frau Michaella Davis hat William Oefelein zwei Kinder.